# Hillsborough, New Brunswick
Hillsborough är en ort i Kanada.   Den ligger i provinsen New Brunswick, i den östra delen av landet, 900 km öster om huvudstaden Ottawa. Hillsborough ligger 21 meter över havet och antalet invånare är 1 350.
Terrängen runt Hillsborough är platt åt nordost, men åt sydväst är den kuperad. Närmaste större samhälle är Riverview, 19,4 km nordväst om Hillsborough.
I omgivningarna runt Hillsborough växer i huvudsak blandskog. Runt Hillsborough är det mycket glesbefolkat, med 5 invånare per kvadratkilometer.